# Stefan Lubieniecki
Sylwester Lubieniecki herbu Sas (imię chrzestne Stefan Rudnicki-Lubieniecki) OSBM (ur. 1712 lub 1713, zm. 7 maja 1777) – duchowny greckokatolicki, od 8 maja 1750 ordynariusz łucko-ostrogski. W 1773 dokonał koronacji ikony Matki Boskiej w Ławrze Poczajowskiej. Ur. na Wołyniu w rodzinie obrządku łacińskiego, syn Aleksandra i Marianny z Tymińskich.
Studiował w kolegium bazyliańskim we Włodzimierzu.